# サイレンスター・タウンFC
サイレンスター・タウン・フットボールクラブ（Cirencester Town Football Club）はイングランド、グロスターシャー州、コッツウォルズ、サイレンスターを本拠地とするサッカークラブチームである。2017-2018シーズンはサザンフットボールリーグ・ディヴィジョン1・サウス&ウェスト（8部相当）に所属。

## タイトル

### 国内タイトル
- ヘレニックリーグ・ディヴィジョン1:1回

1973-1974
- ヘレニックリーグ:1回

1995-1996

### 国際タイトル
- なし